# British Comedy Awards 1991
La II edizione dei British Comedy Awards tenne nel 1991 e venne presentata da Jonathan Ross.

## Vincitori
- Miglior commedia televisiva esordiente - Have I Got News for You
- Miglior attore in una commedia televisiva - Richard Wilson
- Miglior attrice in una commedia televisiva - Patricia Routledge
- Miglior debutto in una commedia televisiva - Angus Deayton
- Miglior presentatore televisivo - Clive Anderson
- Miglior presentatore britannico - Clive Anderson
- Miglior sitcom della ITV/C4 - Drop The Dead Donkey
- Miglior serie di intrattenimento - Alas Smith and Jones
- Migliore showman - Mel Smith e Griff Rhys Jones
- Miglior artista di varietà - Vic Reeves e Bob Mortimer
- Migliore film commedia - Mamma, ho perso l'aereo
- Miglior commedia radiofonica - On The Hour
- Miglior personalità radiofonica - Phil Holden
- Migliore debutto in una commedia teatrale - Jack Dee
- Miglior performance in una comedy club - Jeremy Hardy
- Premio WGGB per il miglior commediografo - John Sullivan
- Premio alla carriera internazionale - George Burns
- Premio alla carriera - Beryl Reid